# Bufferleegloop
Een bufferleegloop is het tegengestelde van een bufferoverloop. Bij een bufferleegloop loopt de buffer leeg door gebrek aan gegevens. 
Meestal is bufferleegloop, in tegenstelling tot bufferoverloop, niet problematisch. De ontvanger van de gegevens zal moeten wachten tot er weer gegevens beschikbaar komen.
Bufferleegloop leidt tot problemen bij het afspelen van muziek of films (streaming). Het afspelen stokt dan. Een ander probleem ontstaat bij het branden van een cd. Dit proces mag namelijk niet onderbroken worden.
Een bufferleegloop kan voorkomen worden door op voorhand genoeg gegevens te bufferen (cachen). Wanneer de verbinding kortstondig uitvalt, kunnen de gegevens uit de buffer gebruikt worden en loopt bijgevolg de buffer langzaam leeg. Als de verbinding weer beschikbaar is, kan de buffer weer bijgevuld worden met nieuw ontvangen data. Worden er geen gegevens ontvangen voordat de buffer leegloopt, is er sprake van een bufferleegloop.